# Kaeli Abdi
Kaeli Abdi Ali, född 6 februari 1997, är en svensk influerare, tiktokare, komiker, skådespelare och programledare.

## Biografi
Abdi, från Trollhättan, slog igenom med sina komedisketcher på TikTok och fick snabbt ett stort antal följare (drygt 170 000 i mars 2024). I samband med Melodifestivalen 2023 deltog hon SVT-programmet Mellobyråns panel och bedömde respektive deltävlings låtar. Hon medverkade under 2023 även bland annat som programledare i den direktsända SVT-produktionen Gruppchatten och var huvudperson i TV-serien Kaeli dejtar, samt gästat Algoritmen i Svenska Yle. Abdi medverkade samma år i Heja börsen i EFN Ekonomikanalen.
Abdi deltog i SVT-satsningen Mot alla odds 2025, där hon, tillsammans med flera svenska kändisar, siktade på att genomföra Vasaloppet 2025 under ledning av Gunde Svan. 2025 vann hon också Förrädarna tillsammans med Samir Badran.

## Medverkan i TV-produktioner
- 2023 – Mellobyrån (TV-serie)
- 2023 – Gruppchatten
- 2023 – Kaeli dejtar (TV-serie)
- 2023 – Smartare än en femteklassare (duellant mot Filip Dikmen)
- 2024 – Fångarna på fortet (tävlar tillsammans med Patrick Ekwall och Filip Dikmen)
- 2025 – Carina Bergfeldt Gäst
- 2025 – Mot alla odds – Stafetten